# Baldomero Perlaza
Baldomero Perlaza Perlaza (ur. 2 czerwca 1992 w Tului) – kolumbijski piłkarz występujący na pozycji środkowego pomocnika, od 2022 roku zawodnik argentyńskiego Colónu.